# Willem Diehl
Willem Diehl (Den Haag, 25 januari 1876 – Arnhem, 5 juni 1959) was een Nederlands architect.

## Loopbaan
Willem Diehl is een geboren Hagenaar. Hij ging als 14-jarige werken in België, waar hij in aanraking komt met jugendstil. Diehl vestigde zich in 1902 in Arnhem. Diehl is verantwoordelijk voor tal van kenmerkende bouwwerken in de Gemeente Arnhem die wonderwel vrijwel allemaal de bombardementen van de Tweede Wereldoorlog hebben overleefd. Een uitzondering hierop vormt het café-restaurant Royal. Vrijwel alle gebouwen van Diehls hand kennen overduidelijke jugendstil-invloeden.

## Selectie van werken
- Cronjéstraat 2, Arnhem (1910);

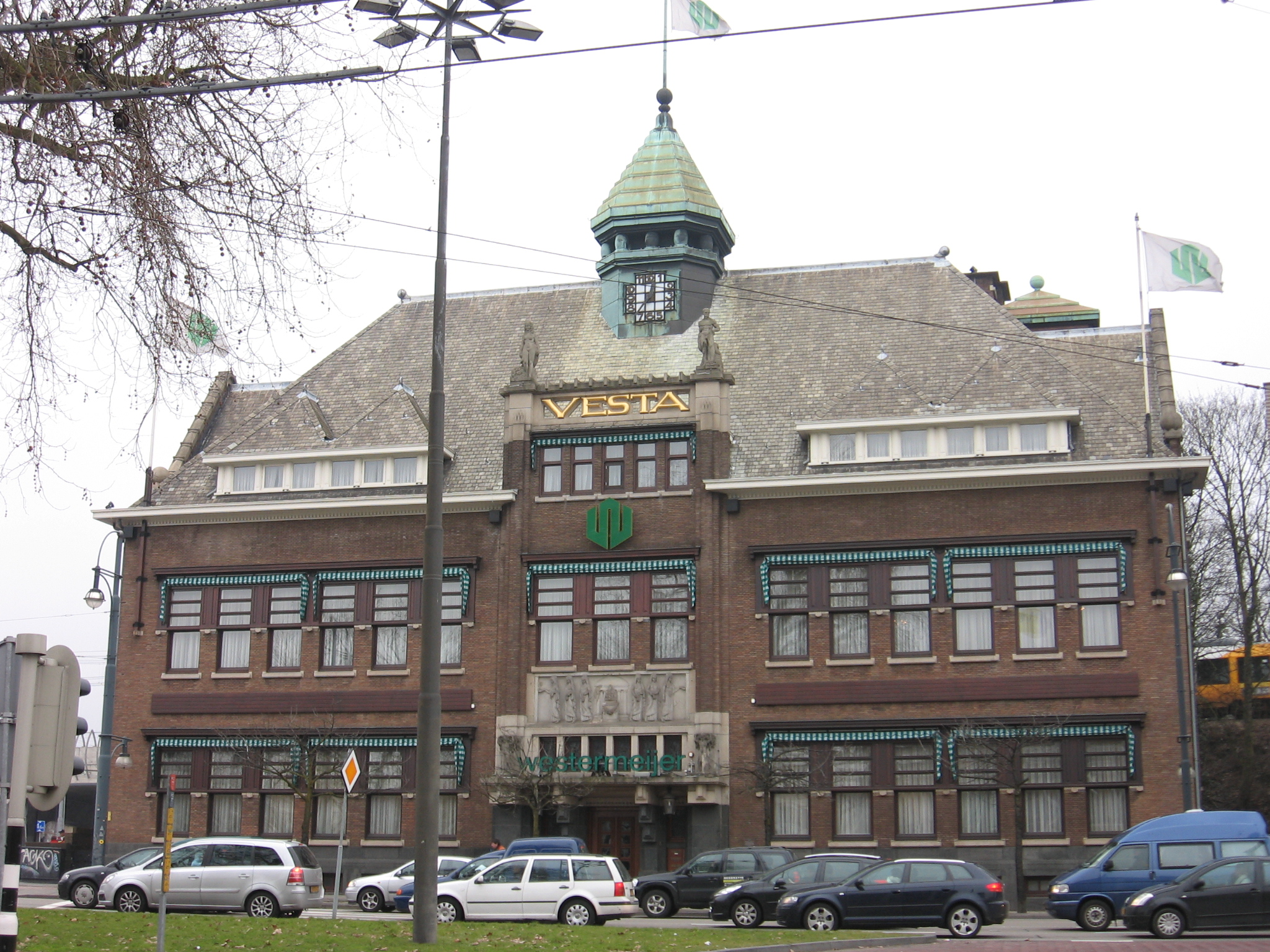
Vestagebouw

- Luxor Theater, Willemsplein, Arnhem
- Voormalig café-restaurant Royal, Arnhem
- De Hoge Vlucht, Zijpendaalseweg, Arnhem (1904)
- Diverse woonhuizen, De la Reijstraat, Arnhem (1905-1915)
- Vestagebouw, Jansbuitensingel, Arnhem (1932)

## Trivia
- In Arnhem is er een architectuurprijs naar hem vernoemd.